# 20 дней в Мариуполе
«20 дней в Мариуполе» (укр. 20 днів у Маріуполі) — украинский документальный фильм 2023 года режиссёра Мстислава Чернова, созданный Associated Press и Frontline. Мировая премьера фильма состоялась 20 января 2023 года на американском кинофестивале независимого кино «Сандэнс».
Фильм повествует о 20 днях, которые Чернов провёл со своими коллегами в осаждённом Мариуполе после начала вторжения России на Украину. 27 января 2023 года фильм получил приз зрительских симпатий за лучший иностранный документальный фильм на кинофестивале «Сандэнс». Украинский оскаровский комитет выдвинул «20 дней в Мариуполе» от Украины на 96-ю премию «Оскар» в категории «Лучший фильм на иностранном языке». Фильм показали перед заседанием Генеральной ассамблеи ООН в сентябре 2023 года. Фильм стал обладателем премии «Оскар», премии BAFTA, национальной кинопремии Украины «Золотая дзига» и Гильдии режиссёров Америки. В целом, картина получила более 20 наград и 40 номинаций по всему миру. Фильм стал самым кассовым украинским документальным фильмом в истории.

## Сюжет
За час до вторжения России на территорию Украины группа репортёров «Ассошиэйтед Пресс» прибывает в Мариуполь. На протяжении 20 дней, вплоть до 15 марта, Чернов и его коллеги документировали всё происходящее в городе, включая захоронения местных жителей, осаду и уничтожение города российскими военными. Чернов встречает бездомного мужчину, толкающего тачку, полную его вещами, и на фоне обстрелов спрашивает его, как он находит в себе силы идти дальше. На что мужчина отвечает: «А что ты будешь делать? Они стреляют, а я иду». На 21 день войны журналисты выехали из Мариуполя по гуманитарному коридору. В конце фильма появляется титр, сообщающий, что город был полностью оккупирован Россией через 86 дней.

## Производство

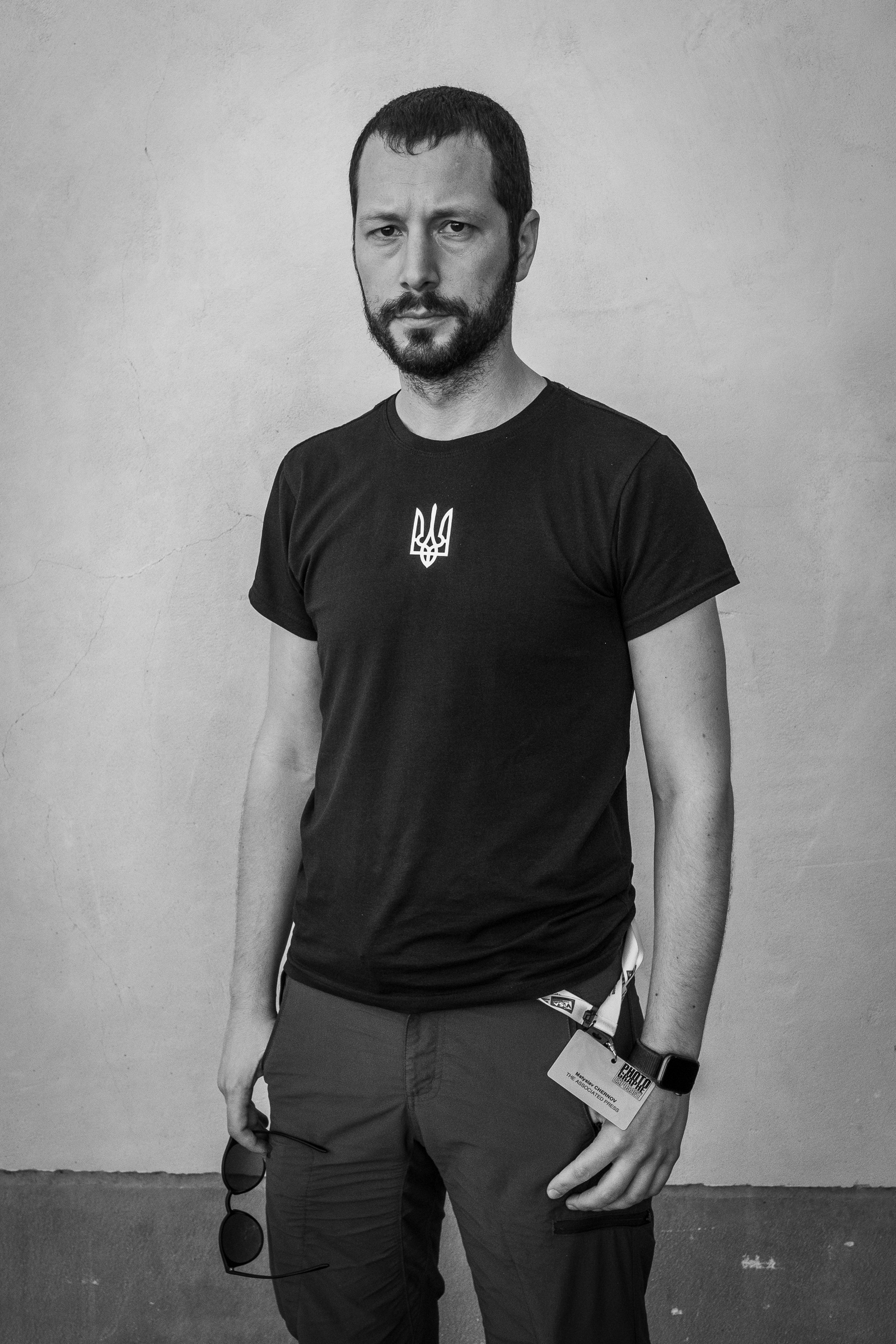
Мстислав Чернов — режиссёр, автор сценария и оператор «20 дней в Мариуполе».

Режиссёром, автором сценария и оператором этого фильма выступил Мстислав Чернов, известный украинский военный корреспондент, «20 дней в Мариуполе» — режиссёрский дебют Чернова. Фотограф — Евгений Малолетка. Полевым продюсером фильма стала Василиса Степаненко. По словам Чернова, снятого в городе материала было «опубликовано не более 10 %» и ему хотелось, «чтобы страдания, через которые прошли горожане, чтобы эти масштабные разрушения были понятны миру и остались в истории».

## Релиз
Мировая премьера фильма «20 дней в Мариуполе» состоялась 20 января 2023 года на американском кинофестивале независимого кино «Сандэнс» в городе Парк-Сити. В рамках кинофестиваля фильм был показан 6 раз. Лента вышла в ограниченный прокат в США 14 июля. В кинотеатрах Украины прокат начался 31 августа. Допремьерные показы состоялись в Киеве (фестиваль Bouquet Kyiv Stage 2023) и Львове (ОО «Львовский медиафорум»). Фильм вышел в приложениях стриминговой платформы Votvot, созданной «Радио Свобода». 21 апреля 2024 года фильм вышел на Netflix.

## Восприятие
| Рейтинги                 | Рейтинги |
| Издание                  | Оценка   |
| ------------------------ | -------- |
| Slant Magazine           | [ 15 ]   |
| Next Best Picture        | [ 24 ]   |
| Fort Worth Report        | [ 25 ]   |
| The Mercury News         | [ 26 ]   |
| The New Voice of Ukraine | [ 27 ]   |

На сайте-агрегаторе рецензий Rotten Tomatoes фильм получил рейтинг свежести 100 % и оценку 8,9/10 на основе 19 отзывов критиков. На сайте-агрегаторе рецензий Metacritic имеет рейтинг 80 баллов из 100 на основе 8 отзывов критиков.
Рэнди Майерс из The Mercury News назвал фильм «историческим отчётом, не щадящим деталей, от массовых захоронений до кровавых бань в больницах и других местах». Фрэнк Шек из The Hollywood Reporter назвал музыкальное сопровождение фильма «жутким» и «приукрашенным». Деннис Харви из Variety назвал «20 дней в Мариуполе» «научно-популярным фильмом» и подметил, что хоть фильм «и не имеет простой сюжетной линии», «незатейливое повествование режиссёра от первого лица и интенсивность собранных доказательств военных преступлений делают его захватывающим». Адам Соломонс с сайта IndieWire поставил фильму рейтинг B и написал, что «полное отрицание репортажа Чернова со стороны Кремля — самое большое одобрение, которое только может быть».
Елена Смолина из издания Meduza написала, что «фильм показывает не всю историю разрушенного города», и это «только усиливает страшный эффект картины: мы понимаем, что за границами кадра осталось гораздо больше». Валерий Мирный с украинского портала The New Voice of Ukraine назвал работу Чернова «журналистским подвигом».
Дерек Смит из журнала Slant Magazine посчитал, что фильм — это «завещание мариупольцам», и что он «одновременно оплакивает гибель десятков тысяч людей и восхваляет борьбу тех, кто все ещё пытается выжить в Мариуполе». Джо Фрайар с Fort Worth Report назвал картину «трудным, но очень важным зрелищем для понимания масштабов города, опустошённого войной, и населения, чья стойкость перед натиском служит свидетельством их борьбы за независимость». Эми Смит с Next Best Picture посчитала, что Чернов не стремился сделать фильм «броским», а «хотел представить ситуацию так, как он видел её в те трудные 20 дней, и именно это делает его таким эффективным как документальный фильм».
По состоянию на 27 января 2025 года фильм отсутствует в поисковой выборке российского сервиса Кинопоиск, а в англоязычном сервисе IMDB получил оценку 8.5/10.

### Конфликты вокруг показов
В октябре фильм должен был быть показан на сербском фестивале Beldocs в Лазаревацком культурном центре в пригороде Белграда. 10 октября неофашистская непарламентская Сербская радикальная партия призвала отменить показ «антироссийского пропагандистского фильма киевского режима», который является «попыткой Запада изменить отношение сербского народа к братской России». 12 октября администрация фестиваля отменила показ, подчеркнув, что «Beldocs не стоит за этим решением и не принимал в его принятии участия».

## Награды и номинации
| Премия                                                 | Дата церемонии   | Категория                                                        | Номинант(ы)                                                         | Результат    | Прим.         |
| ------------------------------------------------------ | ---------------- | ---------------------------------------------------------------- | ------------------------------------------------------------------- | ------------ | ------------- |
| Лондонское сообщество кинокритиков                     | 4 февраля 2024   | Документальный фильм года                                        | 20 дней в Мариуполе                                                 | Победа       | [ 35 ]        |
| Премия Гильдии продюсеров США                          | 25 февраля 2024  | Выдающееся продюсирование документального полнометражного фильма | 20 дней в Мариуполе                                                 | Номинация    | [ 36 ] [ 37 ] |
| BAFTA                                                  | 18 февраля 2024  | Лучший неанглоязычный фильм                                      | 20 дней в Мариуполе                                                 | Номинация    | [ 38 ] [ 39 ] |
| BAFTA                                                  | 18 февраля 2024  | Лучший документальный фильм                                      | 20 дней в Мариуполе                                                 | Победа       | [ 38 ] [ 39 ] |
| Оскар                                                  | 10 марта 2024    | Лучший документальный полнометражный фильм                       | 20 дней в Мариуполе                                                 | Победа       | [ 6 ]         |
| Оскар                                                  | 10 марта 2024    | Лучший иностранный фильм                                         | 20 дней в Мариуполе                                                 | В шорт-листе | [ 6 ]         |
| Сандэнс                                                | 29 января 2023   | Мировое кино: конкурс документальных фильмов                     | 20 дней в Мариуполе                                                 | Номинация    | [ 40 ]        |
| Сандэнс                                                | 29 января 2023   | Приз зрительских симпатий мирового кино: документальный фильм    | 20 дней в Мариуполе                                                 | Победа       | [ 40 ]        |
| Гильдия режиссёров Америки                             | 10 февраля 2024  | Выдающиеся режиссёрские достижения в документалистике            | 20 дней в Мариуполе                                                 | Победа       | [ 10 ]        |
| Cinema for Peace                                       | 6 марта 2023     | Самый ценный документальный фильм года                           | 20 дней в Мариуполе                                                 | Победа       | [ 41 ]        |
| Международный кинофестиваль в Кливленде                | 1 апреля 2023    | Greg Gund Memorial Standing Up Award                             | 20 дней в Мариуполе                                                 | Победа       | [ 42 ]        |
| Doc Edge                                               | 3 июня 2023      | Лучший международный фильм                                       | 20 дней в Мариуполе                                                 | Номинация    | [ 43 ]        |
| Doc Edge                                               | 3 июня 2023      | Лучший международный режиссёр                                    | Мстислав Чернов                                                     | Победа       | [ 43 ]        |
| Doc Edge                                               | 3 июня 2023      | Лучший международный монтаж                                      | Мишель Мизнер                                                       | Победа       | [ 43 ]        |
| DocuDays UA                                            | 8 июня 2023      | Главный приз конкурса DOCU/УКРАИНА                               | 20 дней в Мариуполе                                                 | Победа       | [ 44 ]        |
| DocuDays UA                                            | 8 июня 2023      | Приз зрительских симпатий                                        | 20 дней в Мариуполе                                                 | Победа       | [ 44 ]        |
| Sheffield DocFest                                      | 19 июня 2023     | Премия Тима Хетерингтона                                         | 20 дней в Мариуполе                                                 | Победа       | [ 45 ]        |
| Афинский международный кинофестиваль                   | 9 октября 2023   | Лучший документальный фильм                                      | 20 дней в Мариуполе                                                 | Номинация    | [ 46 ]        |
| Афинский международный кинофестиваль                   | 9 октября 2023   | Лучший документальный фильм — особое упоминание                  | 20 дней в Мариуполе                                                 | Победа       | [ 47 ]        |
| Премия «Выбор критиков» в области документального кино | 12 ноября 2023   | Лучший документальный полнометражный фильм                       | 20 дней в Мариуполе                                                 | Номинация    | [ 48 ] [ 49 ] |
| Премия «Выбор критиков» в области документального кино | 12 ноября 2023   | Лучший первый документальный полнометражный фильм                | 20 дней в Мариуполе                                                 | Победа       | [ 48 ] [ 49 ] |
| Премия «Выбор критиков» в области документального кино | 12 ноября 2023   | Лучший политический документальный фильм                         | 20 дней в Мариуполе                                                 | Победа       | [ 48 ] [ 49 ] |
| Премия «Выбор критиков» в области документального кино | 12 ноября 2023   | Лучшее повествование                                             | Мстислав Чернов                                                     | Номинация    | [ 48 ] [ 49 ] |
| Премия «Выбор критиков» в области документального кино | 12 ноября 2023   | Лучший монтаж                                                    | Мишель Мизнер                                                       | Номинация    | [ 48 ] [ 49 ] |
| Готэм                                                  | 27 ноября 2023   | Лучший документальный полнометражный фильм                       | 20 дней в Мариуполе                                                 | Номинация    | [ 50 ]        |
| Премия Национального совета кинокритиков США           | 6 декабря 2023   | Топ-5 документальных фильмов                                     | 20 дней в Мариуполе                                                 | Победа       | [ 51 ]        |
| Премия Ассоциации кинокритиков Вашингтона              | 10 декабря 2023  | Лучший документальный фильм                                      | 20 дней в Мариуполе                                                 | Номинация    | [ 52 ]        |
| Премия Ассоциации кинокритиков Чикаго                  | 12 декабря 2023  | Лучший документальный фильм                                      | 20 дней в Мариуполе                                                 | Номинация    | [ 53 ]        |
| Премия Ассоциации кинокритиков Далласа — Форт-Уэрта    | 18 декабря 2023  | Лучший документальный фильм                                      | 20 дней в Мариуполе                                                 | Второе место | [ 54 ]        |
| Премия Ассоциации кинокритиков Торонто                 | 17 декабря 2023  | Премия Аллана Кинга в области документального кино               | 20 дней в Мариуполе                                                 | Победа       | [ 55 ]        |
| Премия Общества кинокритиков Сан-Диего                 | 19 декабря 2023  | Лучший документальный фильм                                      | 20 дней в Мариуполе                                                 | Второе место | [ 56 ]        |
| Astra Film and Creative Arts Awards                    | 6 января 2024    | Лучший документальный полнометражный фильм                       | 20 дней в Мариуполе                                                 | Номинация    | [ 57 ]        |
| Cinema Eye Honors                                      | 12 января 2024   | Лучший нехудожественный фильм                                    | Мстислав Чернов, Мишель Мизнер, Рэйни Аронсон-Рат и Дэрл Маккрудден | Номинация    | [ 58 ]        |
| Cinema Eye Honors                                      | 12 января 2024   | Лучший дебют                                                     | 20 дней в Мариуполе                                                 | Номинация    | [ 58 ]        |
| Cinema Eye Honors                                      | 12 января 2024   | Приз зрительских симпатий                                        | 20 дней в Мариуполе                                                 | Номинация    | [ 58 ]        |
| Cinema Eye Honors                                      | 12 января 2024   | Лучший монтаж                                                    | Мишель Мизнер                                                       | Номинация    | [ 58 ]        |
| Cinema Eye Honors                                      | 12 января 2024   | Лучший продакшн                                                  | Мстислав Чернов, Мишель Мизнер, Рэйни Аронсон-Рат и Дэрл Маккрудден | Победа       | [ 58 ]        |
| Спутник                                                | 3 марта 2024     | Лучший документальный фильм                                      | 20 дней в Мариуполе                                                 | Номинация    | [ 59 ]        |
| Альянс женщин-киножурналистов                          | 3 января 2024    | Лучший документальный фильм                                      | 20 дней в Мариуполе                                                 | Номинация    | [ 60 ]        |
| Septimius Awards                                       | 20 августа 2024  | Лучший полнометражный документальный фильм                       | 20 дней в Мариуполе                                                 | Победа       | [ 61 ]        |
| Премия International Broadcasting Convention           | 29 August 2024   | Международная премия за выдающиеся достижения                    | Мстислав Чернов за 20 дней в Мариуполе                              | Победа       | [ 62 ]        |
| Золотая дзига                                          | 12 сентября 2024 | Лучший фильм                                                     | 20 дней в Мариуполе                                                 | Победа       | [ 8 ]         |
| Золотая дзига                                          | 12 сентября 2024 | Лучший документальный фильм                                      | 20 дней в Мариуполе                                                 | Победа       | [ 8 ]         |
| Grierson Awards                                        | 7 ноября         | Лучший документальный фильм про текущие события                  | 20 дней в Мариуполе                                                 | Победа       | [ 63 ]        |
| Grierson Awards                                        | 7 ноября         | Лучший кинематографичный документальный фильм                    | 20 дней в Мариуполе                                                 | Победа       | [ 63 ]        |